# 지베르니 인근의 건초더미
지베르니 근처의 건초더미(프랑스어: Meule de foin près de Giverny)는 러시아 푸시킨 국립 미술관에 소장된 프랑스 인상파 화가 클로드 모네의 1884년 그림이다.

## 상세
이 그림은 반그늘진 초원에 있는 건초더미를 묘사하고 있으며, 왼쪽 배경에도 햇빛에 비춰지는 또 다른 건초더미가 있다. 초원의 가장자리에는 포플러 나무가 줄지어 있고, 배경에는 언덕이 보인다. 왼쪽 하단에는 작가의 서명 (Claude Monet)이 주황색 물감으로 쓰여져 있다. 이 그림은 캔버스에 유화로 그려졌으며 크기는 64.5×87cm이다.
클로드 모네는 1883년 프랑스 지베르니에 정착하여 건초더미를 소재로 많은 그림을 그렸는데, 1888년~1891년에 그린 유명한 건초더미 연작이 바로 이 시기에 완성한 그림이다. 푸쉬킨 박물관의  이 그림은 그보다 앞선 1884년에 그려진 것으로 추정되어 해당 연작에 속하진 않는다. 19세기 말 프랑스 배우 . 19세기 말 프랑스 바리톤 장바프티스트 포르는 이 그림을 1889년작으로 생각했다는 기록이 있다.
1906년 모네의 미술중개상이었던 폴 뒤랑뤼엘이 구입하였으며, 1907년 봄 러시아의 사업가이자 미술수집가였던 이반 모로조프에게 팔았다. 이와 관련해 1907년 5월 27일 뒤랑뤼엘이 보낸 편지가 전해지는데, 모네의 그림 두 점에 대해 이반 모로조프로부터 5만 프랑을 받았다는 사실이 확인된다. 같은 해 10월 2일에는 모스크바로 옮겨졌다. 편지에서 두번째로 언급된 그림은 현재 에르미타주 박물관에 소장된 〈몽제롱 정원의 한 구석〉이다. 이 그림의 경우에는 모로조프가 40,000프랑을 지불한 데 반해, 〈지베르니 인근의 건초더미〉는 10,000프랑에 사들였다고 전해진다.
러시아 10월 혁명 이후 모로조프의 컬렉션은 국가의 소유가 되었다. 이 그림은 다른 작품과 함께 러시아 국립 서양 미술관에 소장되었으며, 1948년 미술관이 해체된 후에는 푸쉬킨 국립 미술관으로 이전되었다.
동시기 모네는 조명이나 건초더미의 수 (1개~3개), 그리고 간혹 사람이나 사물을 작게 그려넣은 작품을 여러 점 그렸으며, 1년 후인 1885년에도 굉장히 유사한 작품을 세 점 더 그렸다.

## 참고 문헌
- Барская А. Г., Костеневич, А. Г. Французская живопись. Вторая половина XIX — XX век. Каталог (Государственный Эрмитаж. Собрание западноевропейской живописи). — Л.: Искусство, 1991. — 473 с.
- Бессонова М. А., Георгиевская Е. Б. Франция второй половины XIX — XX века. Собрание живописи / Государственный музей изобразительных искусств имени А. С. Пушкина. — М.: Красная площадь, 2001. — 399 с. — ISBN 5-900743-58-6.
- Братья Морозовы. Великие русские коллекционеры: каталог выставки / Государственный Эрмитаж; Государственный музей изобразительных искусств имени А. С. Пушкина. — СПб.: Изд-во Гос. Эрмитажа, 2019. — 368 с. — ISBN 978-5-93572-861-8.
- Wildenstein D. Monet or de Triumph of Impressionism. Catalogue Raissonné. — Köln: Benedict Taschen Verlag GmbH, Wildenstein Institute, 1996. — Vol. 2: Nos: 1—968. — 1—360 p. — ISBN 3-8228-8759-5.
- Wildenstein D. Monet or de Triumph of Impressionism. Catalogue Raissonné. — Köln: Benedict Taschen Verlag GmbH, Wildenstein Institute, 1996. — Vol. 3: Nos: 969—1595. — 361—700 p. — ISBN 3-8228-8759-5.